# Мінерали реліктові
Мінерали реліктові (рос. минералы реликтовые, англ. relic minerals, mineral relicts, нім. Reliktminerale n pl) — мінерали, які залишилися у даному мінеральному комплексі від попередніх процесів мінералоутворення. В осадових породах — це мінерали уламкові, які утворилися раніше від породи, в метаморфічних — збережені від первинної породи після перетворення її в метаморфічну, в пегматитах і рудах — це мінерали, які залишилися при заміщенні у вигляді реліктів.